# Achyrostola ergastis
Achyrostola ergastis är en fjärilsart som beskrevs av Edward Meyrick 1921. Achyrostola ergastis ingår i släktet Achyrostola och familjen praktmalar, Oecophoridae. Inga underarter finns listade i Catalogue of Life.